# Burnout Paradise
Burnout Paradise (Burnout 5) é o sétimo jogo da série Burnout, criado e desenvolvido pela Criterion Games e publicado pela Electronic Arts. Lançado a 22 de janeiro de 2008 nos Estados Unidos, e a 25 de Janeiro de 2008 na Europa, disponível originalmente para Playstation 3, Xbox 360 e, em Janeiro de 2009, para PC (intitulado Burnout Paradise: The Ultimate Box). Esta nova versão de Burnout é "open-world" e ambientado na cidade ficcional de "Paradise City". O jogo foi remasterizado para Playstation 4, Xbox One, Nintendo Switch e PC (sendo acessível também aos consoles mais modernos, via retrocompatibilidade de todas as opções).  

## Características e Gameplay
De acordo com Alex Ward, diretor criativo do jogo na desenvolvedora Criterion Games, este jogo é uma “reinvenção completa” da série Burnout, e ele também disse que "para criar uma jogabilidade verdadeiramente de próxima geração, eles precisavam criar um jogo realmente de próxima geração a partir do zero".
Fica claro que o jogo foi concebido para uso de uma dinâmica não linear, na linha de jogos sandbox - mais especificadamente em jogos como Crackdown, Test Drive Unlimited e Mercenaries: Playground of Destruction. Burnout não seria mais dividido em missões selecionáveis em um menu. Desta vez, o jogo conta com cidades gigantescas, e cabe ao piloto escolher o que fazer e quando fazer. Graças a essa liberdade, é possível passar todo o tempo do mundo executando manobras descomprometidas pelas ruas (como em Need For Speed), desde saltar de prédios altos, atingir veículos na contramão ou qualquer coisa que a mente insana do jogador desejar.
Isso é muito importante, já que toda a destruição será incentivada para completar desafios extras como destruir outdoors e encontrar diferentes atalhos. Mas, para mostrar que os criadores não se esqueceram do espírito da série, as corridas e competições de manobras estão de volta ao lado do modo Crash, que incentiva à destruição dos veículos de formas extremas.
As previsões, à época do lançamento, eram de que, mesmo com o conteúdo "antigo", a nova dinâmica seria uma mudança drástica para a série e, se tudo ficasse tão bom quanto parece, Paradise serviria de base para os próximos jogos da série. Esse novo sistema não se aplica somente ao modo para um jogador. No multiplayer online, o caos permaneceria o mesmo.

### Modos de Jogo
O game conta com 4 modos de jogo: Race, corridas normais de um ponto A até um ponto B da cidade; Marked Man, corrida de ponto A até B, em que o jogador deve terminar o percurso (não delimitado) com todos os adversários tentando destruir seu carro a todo custo; Burning Route, que são corridas contra o relógio específicas para cada veículo desbloqueado (com cada evento sendo jogável somente com o veículo correspondente), e Stunt Run, que são eventos de percurso livre pela cidade, nos quais os jogadores devem fazer múltiplas acrobacias e dirigir de forma extremamente perigosa para ganhar pontos.
O sistema de danos aos veículos de Paradise também foi reformulado. Existem agora dois tipos diferentes de acidentes com base nas condições do carro após o acidente. Se o carro do jogador conseguir reter as quatro rodas e não quebrar o chassi, o jogador pode sair do acidente e continuar jogando; isso é chamado de "afastamento" (Driveaway). Se o carro do jogador perder alguma roda, o motor for muito danificado pelo impacto, o carro cair de lado, ou capotado, ou cair fora do mapa do jogo, o carro ficará em um estado "destruído", e o jogador terá que esperar até que seu carro seja reiniciado. Os carros se comprimem e se deformam dinamicamente em torno dos objetos contra os quais colidem, e som de metal retorcido, vidros quebrando e rodas voando está tão alto como nunca. Um verdadeiro espetáculo à parte.
Os carros agora têm nomes de fabricantes e modelos, que são vagamente baseados em carros do mundo real. Os carros não podem ser "ajustados" ou personalizados em sua performance, mas podem ter mudanças de cor, e isso pode ser feito em tempo real, passando pelo pátio de uma oficina de pintura (marcada no mapa) ou escolhendo a cor durante a seleção do veículo. O pátio de um posto de gasolina serve para reabastecer o Nitro automaticamente. Dirigir pelo pátio de uma oficina conserta automaticamente o veículo.

## Modo online
A principal novidade do modo online é a quantidade de opções disponíveis para disputas. Ao se conectar, o jogador entra em uma área de desafios, que pode ser acessada por até oito pessoas simultaneamente. São missões que vão muito além de corridas e disputas contra seus competidores, pois elas envolverão cooperatividade, acrobacias, manobras e outra tarefas rápidas. Será possível realizar competições de saltos em distância ou ver quem provoca a a maior destruição, tornando o jogo online uma experiência atrás do volante e não uma simples corrida.
A versão final de Burnout Paradise contem mais de 300 desafios nos quais os jogadores poderão mostrar suas habilidades em rede. Se você estiver jogando offline e ficar com vontade de chamar algum amigo para um racha e ver quem é melhor no volante, basta mandar um convite para ele pressionando um botão no direcional digital do controle. Caso ele aceite o desafio, seu veículo será transportado para sua cidade e caíra no mesmo lugar onde você o estará aguardando.
Outra funcionalidade que aparecerá durante as partidas é o uso da câmera dos consoles. A proposta original era utilizar tanto a PlayStation Eye quanto a Xbox Live Vision apenas para mostrar uma foto do jogador vencedor na tela do adversário. Entretanto, essa função foi aprimorada e permitirá que você coloque a sua própria imagem em sua carta de motorista virtual. De acordo com a sua evolução no jogo, será possível tirar novas fotos que demonstrarão sua habilidade no game para todos. Outra novidade é poder zoar seus amigos, uma vez que sua imagem aparecerá no televisor deles quando você os envolver em um grande acidente.

## Configurar as Corridas
O jogo terá diversas configurações para deixar a corrida como você quer:

### Aceleração Máxima
O jogador poderá escolher quatro diferentes maneiras de preencher sua barra Burnout: Burnout 1, Point of Impact, Takedown ou Revenge
.1.1.1

### Verificação de Trânsito
Sempre que tiver trânsito em um evento.

### Duração das Provas
As corridas poderão ter até 16 checkpoints.

## Características Técnicas

### Controles
Controles nunca foram um problema nos Burnout anteriores. Mesmo assim, a equipe da Criterion não poupou esforços para dar ainda mais precisão aos comandos. Isso permite manobras ainda mais perigosas que nos títulos anteriores. Conhecendo minimamente seu carro, é possível passar por entre o tráfego, acelerando no meio de inúmeros veículos. A melhoria nos detalhes de resposta aerodinâmica específicos de cada carro é significativa - algo que já estava presente nos jogos anteriores, mas que foi muito melhorado para o novo título.
Toda a melhoria na precisão e diferença entre os veículos é perfeita para a nova dinâmica insana de corridas em ruas movimentadas, já que as disputas poderão acontecer a qualquer momento - basta parar em um semáforo e pressionar o acelerador e o freio. O controle preciso e o mapa mais dinâmico são, agora, peças fundamentais no game.

### Gráficos
Como é de se esperar em um título da nova geração, Burnout Paradise é visualmente embasbacante - o que vale tanto para o design dos carros, quanto para a beleza das cidades. O que mais impressiona é o tamanho dos cenários e os efeitos de movimentação, que passam a sensação de que você está realmente dentro de um carro cheio de nitro.
Graças à nova engine, o game proporciona acidentes incríveis e cheio de detalhes. É possível observar cada peça dos veículos sendo amassada e arremessada pelo ares. São tantos elementos voando pela tela que a imagem parecerá um acidente de verdade.

### Efeitos sonoros
Para completar a atmosfera criada pelos gráficos, os sons são um espetáculo a parte, com sons específicos para cada motor e batida. Cada motor possui um ronco diferente, assim como cada batida trará um diferente som ensurdecedor de metal sendo rasgado como papel. São sons extremamente crus e reais, que ajudam, e muito, a levar o jogador para dentro da experiência, com os pneus cantando.

## Trilha Sonora
Artista - Música
- Adam And The Ants - Stand And Deliver
- Agent Blue - Snowhill
- Airbourne - Too Much, Too Young, Too Fast
- Alice in Chains - Would?
- Army Of Me - Going Through Changes
- Avril Lavigne - Girlfriend
- B'z - Friction
- Brain Failure feat. Dicky Barrett - Coming Down To Beijing
- Brand New - The Archers Bows Have Broken
- Bromheads Jacket - Fight Music For The Fight
- Depeche Mode - Route 66 (Beatmasters Mix)
- Faith No More - Epic
- Guns N' Roses - Paradise City (tema do jogo)
- Innerpartysystem - Heart Of Fire
- Jane's Addiction - Stop!
- Jimmy Eat World - Electable (Give It Up)
- Junkie XL feat. Lauren Rocket - Cities In Dust
- Jupiter One - Fire Away
- Kerli - Creepshow
- Killswitch Engage - My Curse
- LCD Soundsystem - Us V. Them
- Make Good Your Escape - Beautiful Ruin
- Maxeen - Block Out The World
- Mexicolas - Come Clean
- N.E.R.D. - Rockstar (Jason Nevins Mix)
- Never Heard Of It - Finger On The Trigger
- Operator - Nothing To Lose
- Permanent ME - Until You Leave
- Saosin - Collapse
- Seether - Fake It
- Senses Fail - Calling All Cars
- Showing Off To Thieves - Everyone Has Their Secrets
- Skybombers - It Goes Off
- Soundgarden - Rusty Cage
- Sugarcult - Dead Living
- Swervedriver - Duel
- The Photo Atlas - Red Orange Yellow
- The Pigeon Detectives- I’m Not Sorry
- The Styles - Glitter Hits (J.J. Puig Mix)
- Twisted Sister - I Wanna Rock
- Wired All Wrong - Lost Angeles

A trilha sonora também possui participações de Tchaikovsky, Mozart, Boccherini e outros compositores clássicos

## Conteúdo Adicional
Além das atualizações gratuitas, a Criterion lançou vários conteúdos opcionais como pacotes premium que adicionam novos conteúdo como novos carros, áreas e modos. A primeira atualização foi o "Burnout Party Pack" sendo lançado em 5 de fevereiro de 2009 na América do Norte e no Reino Unido. Ele se concentra na jogabilidade multiplayer hotseat, que oferece um cenário semelhante ao Freeburn Challenge, mas para jogadores no mesmo console, que passam um único controle entre os jogadores para completar desafios. Os desafios são divididos em 'Speed', 'Stunt' and 'Skill' com até 8 rodadas e até 8 jogadores podem jogar ao mesmo tempo. A Criterion também anunciou o pacote "Burnout Paradise: The Ultimate Box" que foi lançado na mesma época que contém o jogo original, além do pacote Cagney, Bikes, Party e Update pack todos no mesmo pacote que continha "uma montanha de novos refinamentos"
O primeiro pacote de conteúdo premium chamado "Legendary Cars" (Lançado em 2009 para Xbox 360, Playstation 3 e PC) apresentava quatro carros inspirados em veículos famosos do cinema e da televisão: o Jansen P12 88 Special (baseado na máquina do tempo DeLorean dos filmes de De Volta para o Futuro), o Hunter Manhattan Spirit (baseado no Ecto-1 dos filmes dos Caça-Fantasmas), o Carson GT Nighthawk (baseado em KITT da série de televisão,   Knight Rider), e o Hunter Cavalry Bootlegger (baseado em The General Lee da série de TV The Dukes of Hazzard).
O segundo é o pacote "Toy Cars" (Lançado em 2009). Ele apresenta uma coleção de novos veículos projetados com uma estética de "Toy Cars", embora modelados como carros de tamanho real. O pacote Toy Cars foi lançado em três pacotes. O pacote completo oferece todos os carros de brinquedo junto com o Nakamura Firehawk, uma motocicleta de brinquedo, enquanto os outros dividem o conteúdo em duas partes, menos o Firehawk. 
O terceiro pacote lançado é o "Boost Specials" (Lançado em 2009). Ele apresentava dois carros: o Carson Extreme Hotrod e o Montgomery Hawker Mech. O Carson foi descrito como o carro mais rápido do jogo e contou com um impulso 'travado'; O carro continua a aumentar até ser parado de qualquer maneira. O sistema de dinâmica do veículo foi reconectado para que o Carson tenha um desempenho mais realista do que qualquer outro carro no jogo. O Montgomery Hawker Mech também apresentava um sistema de impulso exclusivo, que permite ao jogador alternar voluntariamente entre os três tipos de impulso diferentes com o toque de um botão. 
Ainda em 2009, a Criterion lançou "Cops & Robbers" em 30 de abril para PlayStation 3 e Xbox 360. O conteúdo não envolve carros de patrulha da AI Police, mas pega emprestado dos modos Pursuit de jogos Burnout mais antigos, notavelmente Burnout 2: Point of Impact. Os jogadores são divididos em equipes, os policiais e os ladrões. As equipes tentam devolver barras de ouro às suas respectivas bases para marcar pontos. Todos os carros Paradise (exceto os carros DLC Carbon e Premium) recebem uma pintura da Polícia com o conteúdo.
A expansão conhecida como "Big Surf Island" foi lançada em 11 de junho de 2009. O projeto para a ilha foi guiado pelo princípio de "se você pode vê-lo, você pode dirigi-lo". A ilha coloca ênfase no aspecto playground de Burnout. Os desenvolvedores mencionaram que em sua telemetria notaram que os jogadores se reúnem em áreas de Paradise City que se prestam a dublês, e então a ideia era criar uma ilha inteira para acomodar o desejo do jogador. Big Surf Island também apresenta novos veículos, que inclui o buggy Carson Dust Storm, um carro feito sob medida para acrobacias. Além do buggy Dust Storm, dois carros especialmente apresentados, o Hunter Olympus "Governor" e o Carson Annihilator Street Rod também estão incluídos. Os carros desbloqueáveis também incluem versões de brinquedo de todos os quatro veículos do pacote "Legendary Cars" e um Jansen P12 Diamond especial concedido assim que todos os 500 desafios de freeburn foram concluídos. Ele apresenta vários novos eventos, outdoors, smash gates e mega saltos. Novos troféus e conquistas também foram adicionados junto com uma nova 'Big Surf Island License' para obter. 

## Versão Remasterizada
Uma versão remasterizada intitulado de Burnout Paradise Remastered, que inclui todas as DLC's (exceto o pacote Time Savers) e suporte para configuração de mais alta resolução foi lançado em 16 de março de 2018 para PlayStation 4 e Xbox One. Remastered foi lançado para PC no dia 21 de agosto de 2018 via plataforma da EA Origin e foi avaliado através do Acesso da Origin em 21 de agosto de 2018. A versão de PC inclui os pacotes Big Surf Island e Cops and Robbers que foram lançados no PlayStation 3 e Xbox 360 seguindo o Burnout Paradise: The Ultimate Box em 2009 mas nunca foi avaliado para PC. 
O remaster contém todo o conteúdo para download lançado anteriormente, exceto o Time Savers Pack (um pacote DLC que desbloqueia todos os veículos do jogo sem a necessidade de progredir através de single-player), e suporte para monitores de alta resolução (resoluções de até 4K) com suporte a 60 FPS. 
Em 19 de Junho de 2020, a remasterização foi portado para o Nintendo Switch. Ao contrário do original, não tem anúncios reais no jogo e são substituídos por fictícios.

## Recepção
O Jogo foi bem recebido tanto pela "midia especializada", como pelo publico em geral. No Metacritc, o jogo ficou com a Media 88 no "Metascore" e 7.6 do "User Score" Ja a versão Remasterizada ficou com uma media de 82 no "metascore" e 7.2 no "user score"